# رهایم کن (مجموعه نمایش خانگی)
رهایم کن، مجموعهٔ نمایش خانگی ایرانی در ژانر درام عاشقانهٔ تاریخی به کارگردانی شهرام شاه‌حسینی و نویسندگی مجید مولایی، سینا شفیعی و سجاد ابوالحسنی است که در سال ۱۴۰۱ از شبکهٔ اینترنتی فیلیمو، به نمایش درآمد. محسن تنابنده، هوتن شکیبا، هدی زین‌العابدین، مهدی حسینی‌نیا، بابک کریمی، مونا احمدی، مائده طهماسبی، شهرام قائدی، رابعه مدنی، آزاده صمدی، حسن معجونی، یوسف تیموری، سام نوری و آوا حسینی از بازیگران این مجموعه هستند. پخش این مجموعه از ۲۸ بهمن ۱۴۰۱ در فیلیمو آغاز شد و در ۲۶ خرداد ۱۴۰۲ به پایان رسید.

## داستان
رهایم کن مثلث عشقی است که داستان آن در دههٔ ۱۳۵۰ ایران پهلوی جریان دارد. این مجموعه به دو برادر از خانواده‌ای سرشناس در سیاه‌رود مازندران می‌پردازد. حاتم، پسر ارشد خانواده، عاشق پرستار بچه‌اش، مارال می‌شود. درحالی‌که ابهاماتی در رابطه با سرنوشت همسر سابق حاتم در میان اهالی سیاه‌رود وجود دارد، مارال می‌فهمد جان برادرش یونس در خطر است. حاتم در حین کمک به مارال متوجه می‌شود داستان برادر او، به برادر کوچک خودش هاتف که چندسالی است به تهران مهاجرت کرده، گره خورده است.

## بازیگران
| بازیگر             | نقش              | توضیحات                  |
| ------------------ | ---------------- | ------------------------ |
| محسن تنابنده       | حاتم نایب سرخی   | برادر هاتف و نامزد مارال |
| هوتن شکیبا         | هاتف نایب سرخی   | برادر حاتم و نامزد مارال |
| هدی زین العابدین   | مارال حصارکی     | نامزد حاتم و هاتف        |
| مهدی حسینی نیا     | بهرام            | خواستگار افسانه          |
| بابک کریمی         | نایب نایب سرخی   | پدر حاتم، هاتف و افسانه  |
| مونا احمدی         | افسانه نایب سرخی | خواهر حاتم و هاتف        |
| مائده طهماسبی      |                  | صاحب روسپی‌خانه           |
| شهرام قائدی        | منوچهر           | راننده کامیون            |
| رابعه مدنی         |                  | مادر مارال و یونس        |
| آزاده صمدی         | نغمه             | همسر سابق حاتم           |
| حسن معجونی         | ناصر             | دوست نایب خان            |
| یوسف تیموری        | یونس حصارکی      | برادر مارال              |
| سام نوری           | دانیال پریزاد    | خواننده                  |
| محمد صادق میرمحمدی | راما نایب سرخی   | پسر حاتم و نغمه          |
| پژواک ایمانی       | شاهین            | پسر ناصر                 |
| آوا حسینی          |                  | خدمتکار                  |

## موسیقی
| شماره | نام              | سراینده      | آهنگساز        | خواننده        | مدت   |
| ----- | ---------------- | ------------ | -------------- | -------------- | ----- |
| ۱.    | «دیگه دیره»      | فرهاد شیبانی | تورج شعبان‌خانی | تورج شعبان‌خانی | ۰۴:۳۰ |
| ۲.    | «رهایم کن»       | امید روزبه   | محسن چاوشی     | محسن چاوشی     | ۰۴:۲۰ |
| ۳.    | «من باید می‌رفتم» | امید روزبه   | محسن چاوشی     | محسن چاوشی     | ۰۳:۴۵ |

## بازخورد
به گزارش وبگاه فیلم‌نیوز، بازخوردها درخصوص پایان رهایم کن متفاوت بوده است.
آرش فهیم در روزنامه کیهان از کند بودن مجموعه، شخصیت‌پردازی و طراحی لباس و چهره‌پردازی انتقاد کرد و آن را ترکیبی از فیلمفارسی و سریال‌های ترکیه‌ای دانست. اما احمد محمد تبریزی در وبگاه دیجی‌کالامگ این مجموعه را یکی از برترین سریال‌های شبکه نمایش خانگی پنداشت و گفت شهرام شاه‌حسینی «استعداد و هنر فیلمسازی‌اش را آشکار کرده است.» به گفتهٔ محمد عنبرسوز از شهرآرا، فیلم‌نامه «از انسجام روایی پذیرفتنی‌ای برخوردار نیست» اما کیفیت مجموعه این ضعف را جبران می‌کند. این روزنامه‌نگار از طراحی صحنه، فیلم‌برداری و موسیقی بامداد افشار و محسن چاوشی تعریف کرد و عقیده داشت کیفیت مجموعه از آثار قبلی شاه حسینی، بهتر بوده است.
خبرگزاری فارس وابسته به سپاه پاسداران، از این مجموعه به‌دلیل «ترویج بی‌بندوباری» انتقاد کرد و در کمپینی خواهان جلوگیری از پخش آن شد.
مصطفی عزیزی در ایندیپندنت فارسی، نگاه مثبتی به این مجموعه نمایشی داشته است و می‌نویسد: «به هر حال، به کسانی که مجموعه‌های نمایشی ایرانی را تماشا می‌کنند، توصیه می‌کنم «رهایم کن» را ببینند.»